# Ernst Salomon Cyprian

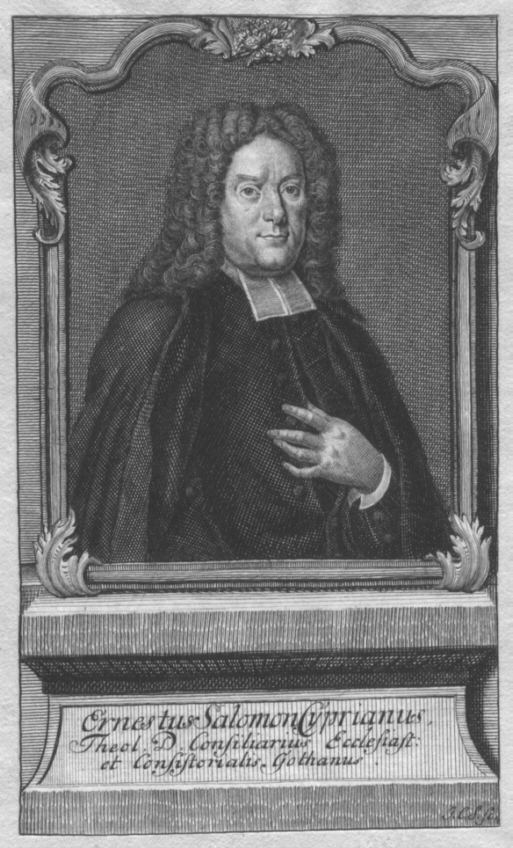
Ernst Salomon Cyprian

Ernst Salomon Cyprian (Ostheim, 22 september 1673 – Gotha, 19 september 1745) was een Duits luthers theoloog en bibliothecaris.

## Biografie
De zoon van een apotheker studeerde geneeskunde in Jena en Leipzig. Daarna hield hij zich bezig met theologie. Als leerling van Johann Andreas Schmidt volgde hij vooral kerkhistorisch onderwijs. In het jaar 1699 werd Cyprian buitengewoon hoogleraar filosofie in Helmstedt. In het daaropvolgende jaar werd hij hoogleraar theologie aan het Collegium Casimirianum, alsook algemeen directeur. In Wittenberg promoveerde Ernst Cyprian in 1706 tot doctor in de theologie. In 1713 werd hij lid van de kerkenraad in Gotha; 22 jaar later wordt hij vicevoorzitter. Samen met zijn vriend Valentin Ernst Löscher behoort Ernst Salomon Cyprian tot de laatste belangrijke voorstander van de lutherse orthodoxie. Bovendien was Cyprian bibliothecaris van de Universitäts- und Forschungsbibliothek Erfurt/Gotha op Schloss Friedenstein.

## Publicaties
- Nothwendige Verthaidigung der evangelischen Kirche wider die Arnoldische Ketzerhistorie (Frankfurt en Leipzig, 1745)
- Abgedrungener Unterricht v. kirchl. Vereinigung der Protestanten aus Liebe z. nothleidenden Wahrheit abgefaßt, mit hist. Originaldokumenten bestärkt (Frankfurt, 1722)